# Instalación de triatlón (Pekín 2008)

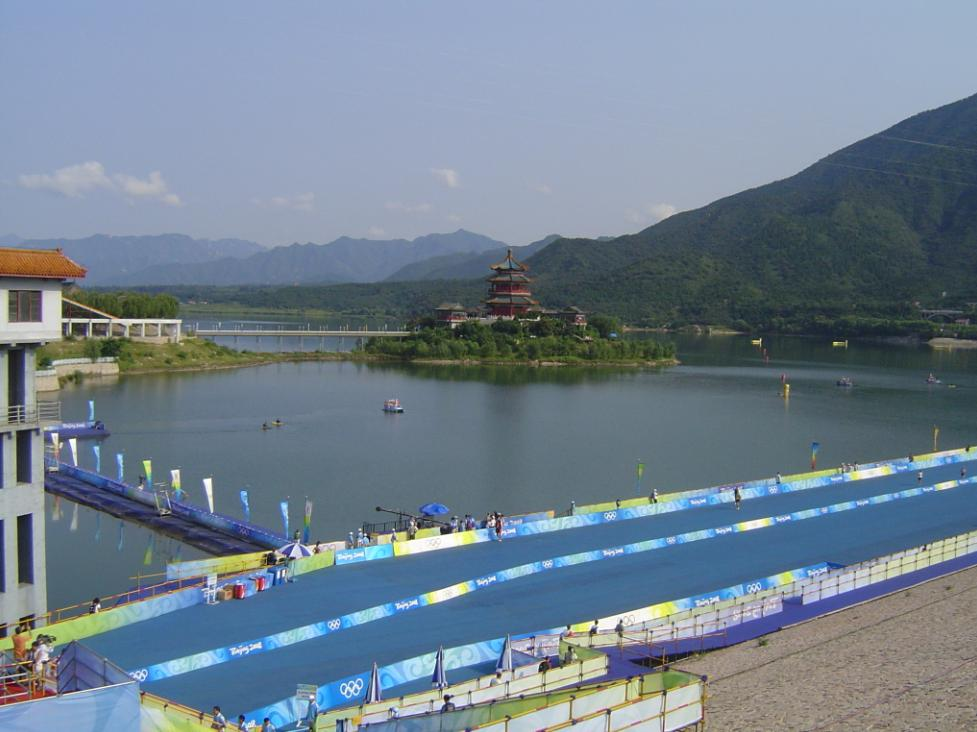
Instalación Deportiva de Triatlón

El Embalse de las Tumbas de la Dinastía Ming en Pekín (China) fue la instalación donde se celebraron las competiciones de triatlón de los Juegos Olímpicos de 2008. 
La prueba de natación se realizó en sus aguas, mientras que la carrera y la prueba de ciclismo en sus inmediaciones.
Está represa se ubica en el distrito de Changping, al norte de la capital china y a unos 40 km al noroeste del Parque Olímpico.